# Рудолф, Янко
Янко Рудолф (словен. Janko Rudolf, серб. Јанко Рудолф; 23 июля 1914, Криж — 3 февраля 1997, Любляна) — югославский словенский военный и общественно-политический деятель, участник Народно-освободительной войны Югославии, Народный герой Югославии.

## Биография

### До войны
Родился 23 июля 1914 в Криже близ Коменды (Камник) в крестьянско-рабочей семье. Детство провёл в Нотраньске, окончил начальную школу в Бегуне и пять классов средней школы. Жил у матери в Любляне, работал врачом-стоматологом. В 1935 году устроился на работу на фабрику «Сава», где участвовал в осенней забастовке работников. Служил в Королевской армии Югославии в Загребе, позднее работал на фабрике «Унитас» в Любляне. В 1938 году устроился на завод ЕКА, участвовал в протестах против аннексии Австрии Германией и раздела Чехословакии. С 1940 года состоял в югославском Обществе друзей Советского Союза.

### В Народно-освободительной войне
В начале войны с Германией в апреле 1941 года Янко проживал в Велике-Горице близ Загреба, откуда бежал после вступления немцев. Вернувшись домой, он вместе с друзьями стал закупать оружие, припасы и другие военные материалы, не разграбленные нацистами и усташами. В мае 1941 года стал кандидатом в компартию, был принят туда через месяц. На заводе ЕКА отвечал за поставку продовольствия войскам, с ноября 1941 года стал редактором газеты «Делавске енотности». В январе 1942 года стал секретарём партийной ячейки на фабрике и одновременно членом Бежиградского райкома компартии Словении. Командовал батальоном Народной обороны Рожной-Долины.
13 июля 1942 Янко был зачислен в Народно-освободительную армию в 1-ю роту 1-го батальона Доленьского отряда, став в расчёт пулемёта. В октябре 1942 года был назначен политруком роты в 3-м батальоне 2-й словенской Шерцеровой ударной бригады, а затем и заместителем политрука 3-го батальона. 13 июля 1943 вплоть до дня капитуляции Италии был политруком бригады. После капитуляции Италии Любляна была очищена от итальянских оккупантов, а вокруг неё убрали ежи, колючую проволоку и надолбы. Большая часть граждан вступила в партизанское движение, и 10 сентября 1943 на Голе-при-Иге из добровольцев была сформирована 10-я Люблянская бригада во главе с Янко Рудолфом как её политруком. Люблянская и Цанкарова бригада участвовал в боях против вермахта на Иловой горе 1 и 2 ноября 1943.
В декабре Янко стал командиром 18-й словенской дивизии, а в феврале 1944 года перевёлся на должность политрука. Во второй половине ноября 1943 года дивизия в Горски-Котаре соединилась с хорватскими партизанами, по пути к хорватам она взяла 23 декабря 1943 крепость Врбовско. В июле 1944 года Янко был назначен политруком в 30-й словенской дивизии 9-го словенского армейского корпуса. 20 января 1945 в битве за Трново близ Горицы Янко был ранен и остался в госпитале до конца войны.

### После войны
Рудолф после войны занимал следующие должности:
- председатель Республиканского вече Союза синдикатов Словении (1957—1959)
- член Исполнительного вече Словении (с 1959 года)
- секретарь Краньского комитета КПЮ (1960—1962)
- председатель (до этого заместитель председателя) Словенского республиканского совета ветеранов Народно-освободительной войны (1969—1978)
- заместитель председателя Скупщины Словении (с 1978 года)
- член Президиума ЦК Компартии Словении
- член Совета Федерации СФРЮ

Скончался 3 февраля 1997 в Любляне. Награждён рядом орденов и медалей (в том числе Орденом Народного героя от 22 декабря 1951).